# Grot van Mother Shipton
De grot van Mother Shipton is een grot met bijbehorend attractiepark in Knaresborough in het graafschap North Yorkshire, gelegen in een vallei aan de Nidd. Het park werd in 1630 opengesteld voor het publiek en is hierdoor waarschijnlijk de oudste toeristische attractie van Engeland. In deze grot zou in 1488 de zieneres Ursula Sontheil geboren zijn, die de geschiedenis als Mother Shipton is ingegaan.
Het park bestaat uit een bos, een waterval met een extreem hoog gehalte aan mineralen, de Petrifying Well (verstenende bron), de grot van Mother Shipton en een bron waar bezoekers een wens kunnen doen, de Wishing Well (wensbron). Voorts huisvest het park nog een museum met tentoonstellingen over de geschiedenis van deze geheimzinnige figuur en over het park.
Het park ligt aan de westelijke oever van de Nidd en begint aan de spoorwegbrug over de rivier. Volgens de legende zou Mother Shipton voorspeld hebben dat de wereld zal vergaan wanneer de brug driemaal is ingestort:
The world shall end when the High Bridge is thrice fallen.
De brug is tot op heden tweemaal ingestort. Het landgoed werd in 1630 door Koning Karel I aan een lokale edelman verkocht, Sir Charles Slingsby. Diens kleinzoon, Sir Henry Slingsby, legde een park aan met onder andere eiken, beuken, essen en haagbeuken. Reeds in de 17de eeuw stond het nabije Harrogate als kuuroord bekend; het was echter beduidend kleiner dan Knaresborough, en vele toeristen verkozen derhalve, in Knaresborough te overnachten. In dit park werd tevens het laatste wilde zwijn van Engeland gedood.

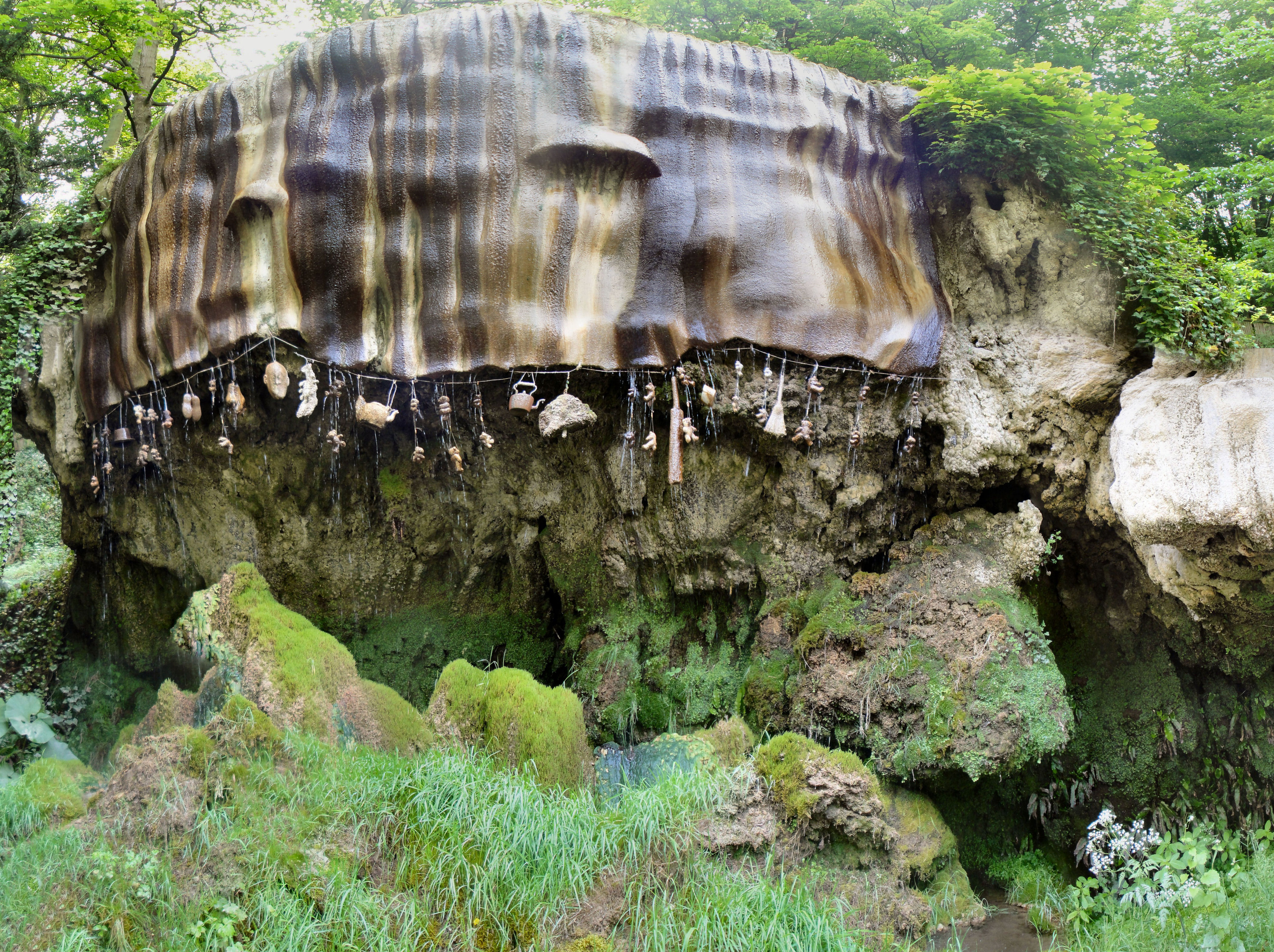
De verstenende waterval

John Leland, de antiquair van Hendrik VIII, was in 1538 voor zover bekend de eerste die melding van de waterval met verstenende eigenschappen maakte. Aanvankelijk stond deze bron bekend als Dripping Well, later als Dropping Well en heden ten dage als Petrifiying Well. Het water dat hier uit de rotsen komt, ontspringt aan een ondergronds meer door een aquifer. Het bevat uitzonderlijk hoge gehalten aan calcium, natrium en magnesium, met sporen van lood, zink, mangaan en aluminium, en afzettingen van calciet hebben in 1816 en 1821 tot lawines van rotsmateriaal geleid. Een gevolg van dit hoge mineralengehalte is dat voorwerpen die onder de waterval gehangen worden, na enkele weken lijken te verstenen; deze eigenschap werd ten minste reeds in de 16de eeuw opgemerkt en leidde ertoe dat plaatselijke bewoners de bron magische eigenschappen toedichtten. Het is een traditie geworden dat diverse objecten aan een draad onder de waterval worden gehangen, gaande van teddyberen tot schoenen en zelfs fietsen. In de rotswand vallen bijvoorbeeld nog de restanten te zien van de hoeden van een koppel dat in 1853 onderweg naar York was. Ter voorkoming van afbrokkeling wordt de rots halfjaarlijks afgeschuurd. Ofschoon het water voorheen ook als wonderkuur voor vrijwel alle aandoeningen werd beschouwd, weet men heden ten dage dat het niet geschikt voor consumptie is.
De grot van Mother Shipton zelf bevindt zich ongeveer twintig meter van de waterval verwijderd. Deze grot is door een instorting van de rotswand circa 6000 jaar geleden ontstaan. Binnenin staat een standbeeld van Mother Shipton; bezoekers kunnen naar de verhalen over haar leven en voorspellingen luisteren door op een knop te drukken.
Iets achter de waterval, op ongeveer tien meter van de grot, bevindt zich nog een andere bron. Hier doen bezoekers een wens en laten geregeld een muntstuk in het water achter. Volgens de traditie moet men de rechterhand in het water onderdompelen, in stilte een wens tot Mother Shipton spreken en vervolgens het water vanzelf in de wind laten drogen. Men mag deze wens aan niemand vertellen en men mag niet om geld vragen of om anderen schade te berokkenen.
In het aangrenzende museum worden diverse voorwerpen bewaard die bezoekers, waaronder beroemdheden, onder de waterval hebben laten verstenen. Naast het park staat een pub, Mother Shipton’s Inn geheten, waar men een tafel bewaart die nog aan Guy Fawkes heeft toebehoord.